# Прњавор (Баточина)
Прњавор је насеље у Србији у општини Баточина у Шумадијском округу. Према попису из 2022. има 130 становника (према попису из 2011. било је 166 становника).

## Географија
Територија села Прњавор налази се у централном делу Србије. Смештена је у источном пределу Шумадије и налази се у југозападном делу општинске територије Баточине.
Никшић се налази на 239 метара надморске висине, на 13 км југозападно од Баточине, 20 км североисточно од Крагујевца и 128 км јужно од Београда. Кроз Никшић пролази магистрални пут на релацији Баточина—Крагујевац—Краљево—Чачак.

## Историја
Првобитан назив села је био Грнчарица, према истоименом манастиру, чији је посед Прњавор био. Село највероватније постоји од кад постоји и манастир. У турском попису 1739/41. године налази међу пустим селима. На првом попису након завршетка Другог српског устанка 1818. село је имало 6. домаћинства са 18 харачких глава. Године 1820. први пут се помиње под садашњим именом.

## Манастир Грнчарица
Манастир Грнчарица је женски манастир Српске православне цркве, припада Епархији Шумадијској. Посвећен је Светом Николи.
По легенди манастир је подигнут за време краља Драгутина крајем XIII или почетком XIV века. Легенда каже да је манастир прво био подигнут на Чукари код извора Младенова вода. У најезди Турака црква је срушена и од њеног материјала подигнута је нова Грнчарица на данашњем скровитом месту.
Ипак вероватније је да је манастир Грнчарица саграђен средином XVI века, након обнове Пећке патријаршије. Према натпису изнад улазних врата, Грнчарица „сазда се и пописа“ за време турског султана Сулејмана Величаснтвеног трудом и настојањем игумана Максима и његовог братства. Међутим треба напоменути да се реч „сазда се“ користила и када се црква обнављала после рушења или запустелости.

## Школство
Школа у Прњавору је била смештена у конаку манастира Грнчарица и радила је од 1848. до 1870. године када је одлучено да се ђаци преселе у ботуњску школу. Према подацима за прво полугође 1847. године школа је имала само 5-6 ученика, а учитељ је био Атанасије. У школској 1855/56. године је било 43 ученика у три разреда. Све до 1870. године доброводичка и жировничка деца су ишла у грнчарску (прњаворску) школу. Своју школу Прњавор је поново добио тек уочи Другог светског рата.
Данас у Прњавору постоји четвороразредна школу коју осим деце из Прњавора похађају и деца из Никшића.

## Пољопривреда
Пољопривреда је водећа привредна грана по обиму производње као и по запослености локалног становништва.
Сточарство је најзначајнија грана производње у пољопривреди у Прњавору. Сточарство је најтраженији део пољопривреде, јер њени производи (месо, маст, млеко, јаја) спадају у главне прехрамбене производе становништва. Сељак ситног пољопривредног газдинства у Прњавору је сваштар, гаји више врста стоке. Гаји говеда, свиње, овце, коње и живину.

## Демографија
У насељу Прњавор живи 171 пунолетни становник, а просечна старост становништва износи 48,9 година (48,2 код мушкараца и 49,6 код жена). У насељу има 63 домаћинства, а просечан број чланова по домаћинству је 2,78.
Ово насеље је великим делом насељено Србима (према попису из 2002. године), а у последња три пописа, примећен је пад у броју становника.
|             | \| Демографија[7] \| Демографија[7] \| Демографија[7] \| \| Година \| Становника \| Становника \| \| -------------- \| -------------- \| -------------- \| \| 1948. \| 376 \| \| \| 1953. \| 357 \| \| \| 1961. \| 335 \| \| \| 1971. \| 292 \| \| \| 1981. \| 262 \| \| \| 1991. \| 211 \| 201 \| \| 2002. \| 186 \| 205 \| \| 2011. \| 166 \| \| \| 2022. \| 130 \| \| |            |
| Демографија | |            |
| Година      | Становника | Становника |
| 1948.       | 376 |            |
| 1953.       | 357 |            |
| 1961.       | 335 |            |
| 1971.       | 292 |            |
| 1981.       | 262 |            |
| 1991.       | 211 | 201        |
| 2002.       | 186 | 205        |
| 2011.       | 166 |            |
| 2022.       | 130 |            |

| Етнички састав према попису из 2002.‍ | Етнички састав према попису из 2002.‍ | Етнички састав према попису из 2002.‍ | Етнички састав према попису из 2002.‍ | Етнички састав према попису из 2002.‍ |
| ------------------------------------ | ------------------------------------ | ------------------------------------ | ------------------------------------ | ------------------------------------ |
|                                      |                                      |                                      |                                      |                                      |
| Срби                                 | Срби                                 |                                      | 184                                  | 98,92%                               |
| Црногорци                            | Црногорци                            |                                      | 1                                    | 0,53%                                |
| непознато                            | непознато                            |                                      | 0                                    | 0,0%                                 |

| Година пописа     | 1948. | 1953. | 1961. | 1971. | 1981. | 1991. | 2002. |
| ----------------- | ----- | ----- | ----- | ----- | ----- | ----- | ----- |
| Број домаћинстава | 80    | 76    | 75    | 72    | 70    | 62    | 63    |

| Број чланова      | 1  | 2  | 3 | 4 | 5  | 6 | 7 | 8 | 9 | 10 и више | Просек |
| ----------------- | -- | -- | - | - | -- | - | - | - | - | --------- | ------ |
| Број домаћинстава | 17 | 18 | 8 | 7 | 10 | 1 | 2 | 0 | 0 | 0         | 2,78   |

| Пол    | Укупно | Неожењен/Неудата | Ожењен/Удата | Удовац/Удовица | Разведен/Разведена | Непознато |
| ------ | ------ | ---------------- | ------------ | -------------- | ------------------ | --------- |
| Мушки  | 87     | 25               | 54           | 5              | 3                  | 0         |
| Женски | 88     | 22               | 50           | 16             | 0                  | 0         |
| УКУПНО | 175    | 47               | 104          | 21             | 3                  | 0         |

| Пол    | Укупно                    | Пољопривреда, лов и шумарство | Рибарство                            | Вађење руде и камена | Прерађивачка индустрија       |
| ------ | ------------------------- | ----------------------------- | ------------------------------------ | -------------------- | ----------------------------- |
| Мушки  | 50                        | 22                            | 0                                    | 2                    | 11                            |
| Женски | 33                        | 11                            | 0                                    | 0                    | 7                             |
| УКУПНО | 83                        | 33                            | 0                                    | 2                    | 18                            |
| Пол    | Производња и снабдевање   | Грађевинарство                | Трговина                             | Хотели и ресторани   | Саобраћај, складиштење и везе |
| Мушки  | 1                         | 5                             | 3                                    | 0                    | 2                             |
| Женски | 0                         | 0                             | 3                                    | 1                    | 0                             |
| УКУПНО | 1                         | 5                             | 6                                    | 1                    | 2                             |
| Пол    | Финансијско посредовање   | Некретнине                    | Државна управа и одбрана             | Образовање           | Здравствени и социјални рад   |
| Мушки  | 0                         | 2                             | 2                                    | 0                    | 0                             |
| Женски | 0                         | 0                             | 0                                    | 2                    | 0                             |
| УКУПНО | 0                         | 2                             | 2                                    | 2                    | 0                             |
| Пол    | Остале услужне активности | Приватна домаћинства          | Екстериторијалне организације и тела | Непознато            | Непознато                     |
| Мушки  | 0                         | 0                             | 0                                    | 0                    | 0                             |
| Женски | 9                         | 0                             | 0                                    | 0                    | 0                             |
| УКУПНО | 9                         | 0                             | 0                                    | 0                    | 0                             |